# Сенат Речі Посполитої
Сена́т (пол. Senat) — верхня палата сейму Королівства Польського (до 1569) та Речі Посполитої. Сенат був одним з трьох станів (поряд з  посольською ізбою та  королем), що становили Сейм Речі Посполитої.

## Передісторія

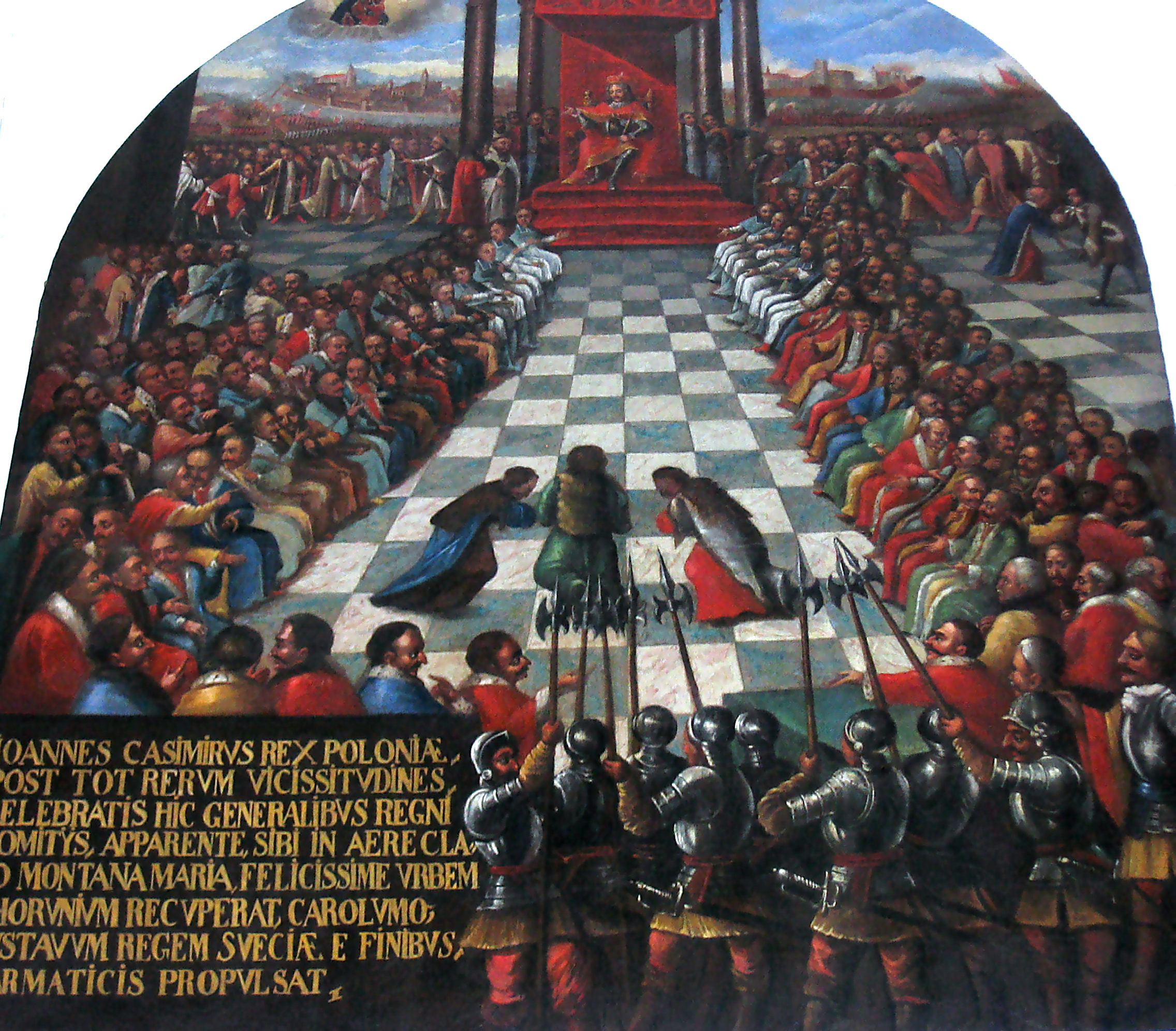
Збори сенату на Ясній Горі в 1661 році

Під час правління  Казимира Великого був створений новий орган влади —  королівська Рада (пол. Rada królewska), що складався з призначених королем сановників, таких як  підканцлер, підскарбій,  придворний маршал. У цій раді переважали представники  Малопольської знаті і вище Малопольське духовенство. Королівська рада була установою, яка представляла інтереси найвпливовіших верств, належність до яких визначалася наявністю багатих маєтків і займаними посадами. В 1493 був організований перший загальнопольський сейм. Королівська рада була перетворена у вищу палату сейму — сенат. Нижньою палатою — палатою депутатів, стала «посольська ізба».
До середини XVII століття остаточно сформувались Привілеї шляхетські та три так званих «сеймових стани», куди крім двох палат входив король.
На початку XVI століття в умовах зіткнення сил магнатів,  шляхти і церковних феодалів у Польщі завершується процес оформлення станової монархії. В 1501 магнатам вдалося домогтися видання Мельницького привілею, за яким влада переходила в руки сенату, а королю практично відводилася роль його голови. Але вже в 1505 шляхта домоглася видання  Радомської конституції. Відповідно до цієї конституції нові закони могли видаватися лише за згодою обох палат вального (загального) сейму, який став вищим законодавчим органом, що обмежує королівську владу на користь феодалів. Згодом у сеймі все більшу роль стала грати посольська ізба.

## Сенат після утворення Речі Посполитої
В 1569  Королівство Польське та Велике князівство Литовське були об'єднані в конфедеративну державу —  Річ Посполиту. Оскільки в Речі Посполитій король не керував, на цю роль претендував сенат, головою якого, втім, був монарх.

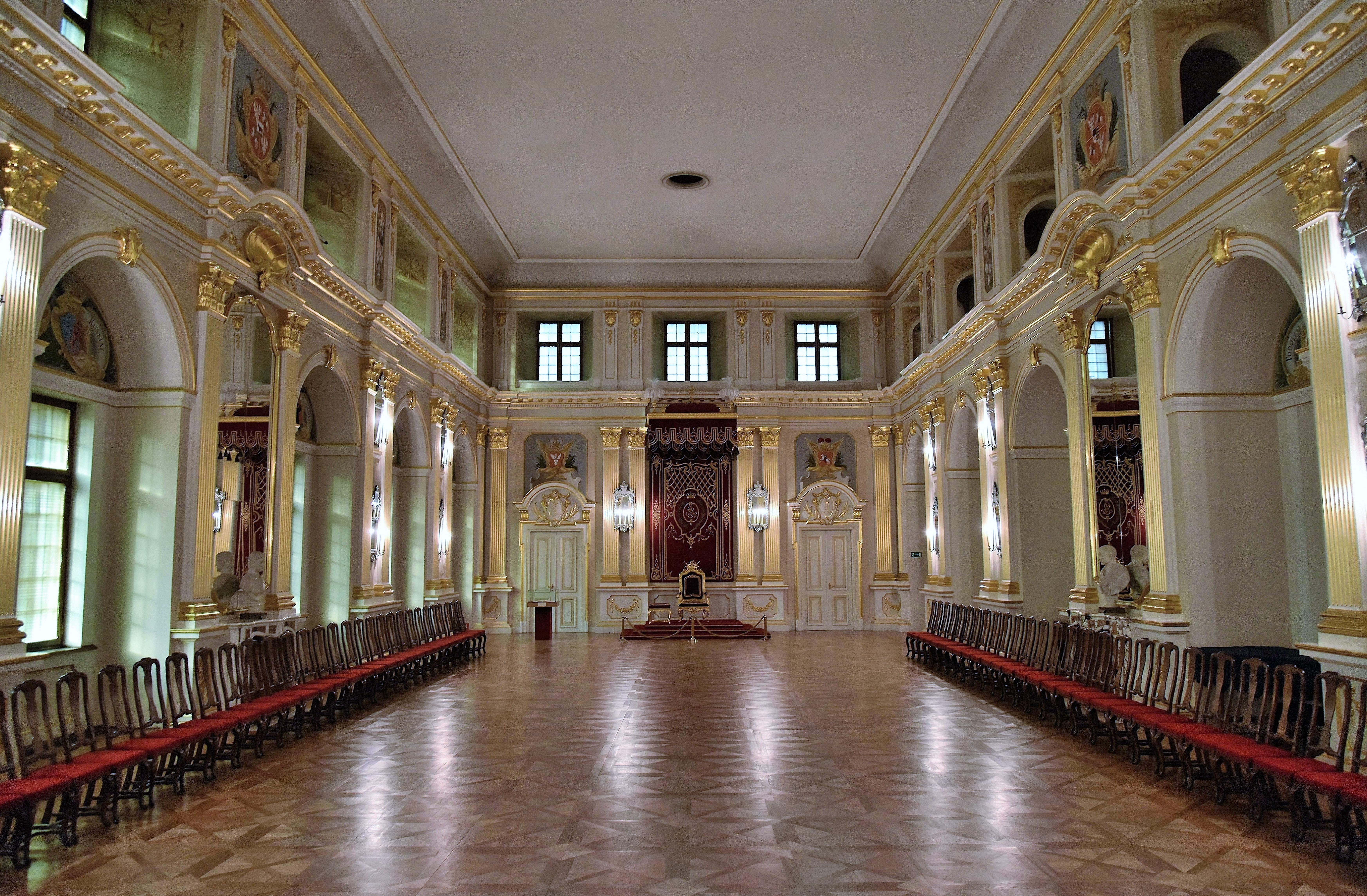
Сенаторський зал в Королівському палаці у Варшаві

До складу сенату входили придворні сановники, католицькі єпископи, вищі земські посадовці —  воєводи та каштеляни. Члени сенату призначалися довічно і фактично несли відповідальність тільки перед Річчю Посполитою. Сенату відводилися в першу чергу дорадчі функції. Для того, щоб король не оточував себе власними, тим більше іноземними радниками, на сенаторів було покладено завдання контролювати монарха. Сенатори-резиденти, що представляли постійно діючий орган сейму, виконували функцію постійних королівських радників і звітували безпосередньо перед сеймом. Але сенат так і не став інститутом державного управління: роль монарха зменшувалася, а набираючі силу магнати знайшли способи впливу на посольську ізбу.
Після прийняття Конституції 3 травня 1791 року повноваження сенату були значно скорочені. Палата сенаторів складалася з єпископів,  воєвод, каштелянів і міністрів (всього 132 особи), і перебувала під головуванням короля. Сенат втратив право законодавчої ініціативи і прийняття законів в сеймі і мав тільки право  відкладального вето. Якщо сенат накладав вето на закон, прийнятий депутатами, то після повторного ухвалення закону палатою послів наступної  каденції (терміну), сенат автоматично його затверджував. При цьому постанови сейму (про тимчасові внески, оцінку монети, нобілітації, війну, мир та ін) приймалися більшістю голосів на спільному засіданні обох палат. На конституційному сеймі, який повинен був проводитися кожні 25 років для перегляду конституції, сенат виступав як «рада старійшин», чия думка не було обов'язковою для палати депутатів.